# الیکایی چمنی نواری
الیکایی چمنی نواری (نام علمی: Amytornis striatus) نام یک گونه از سرده الیکایی چمنی است.